# Кенігсгайн
Кенігсгайн (нім. Königshain) — громада в Німеччині, розташована в землі Саксонія. Входить до складу району Герліц. Складова частина об'єднання громад Ротенбург/Оберлаузіц.
Площа — 19,52 км2. Населення становить 1165 ос. (станом на 31 грудня 2020).

## Галерея

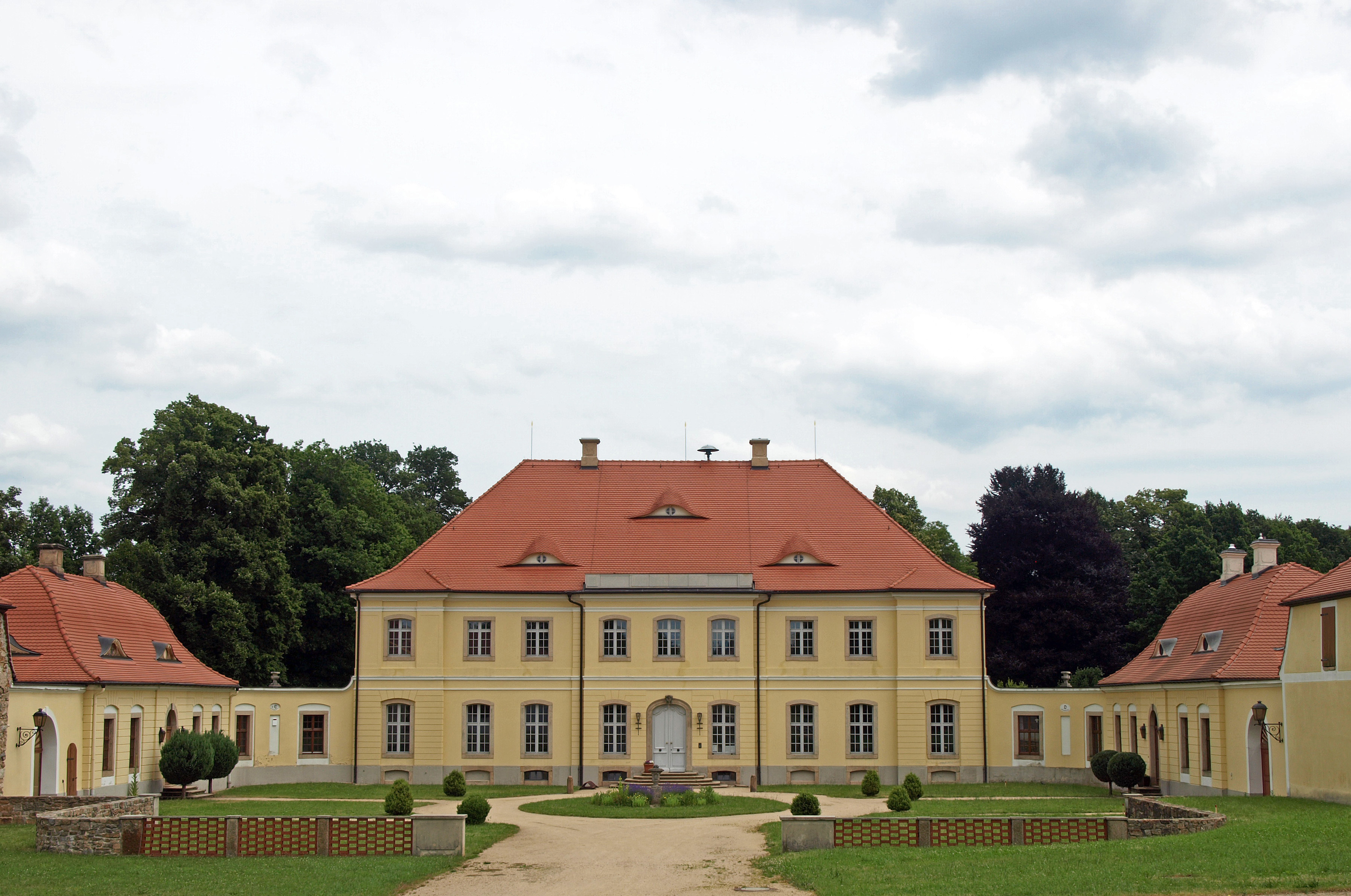
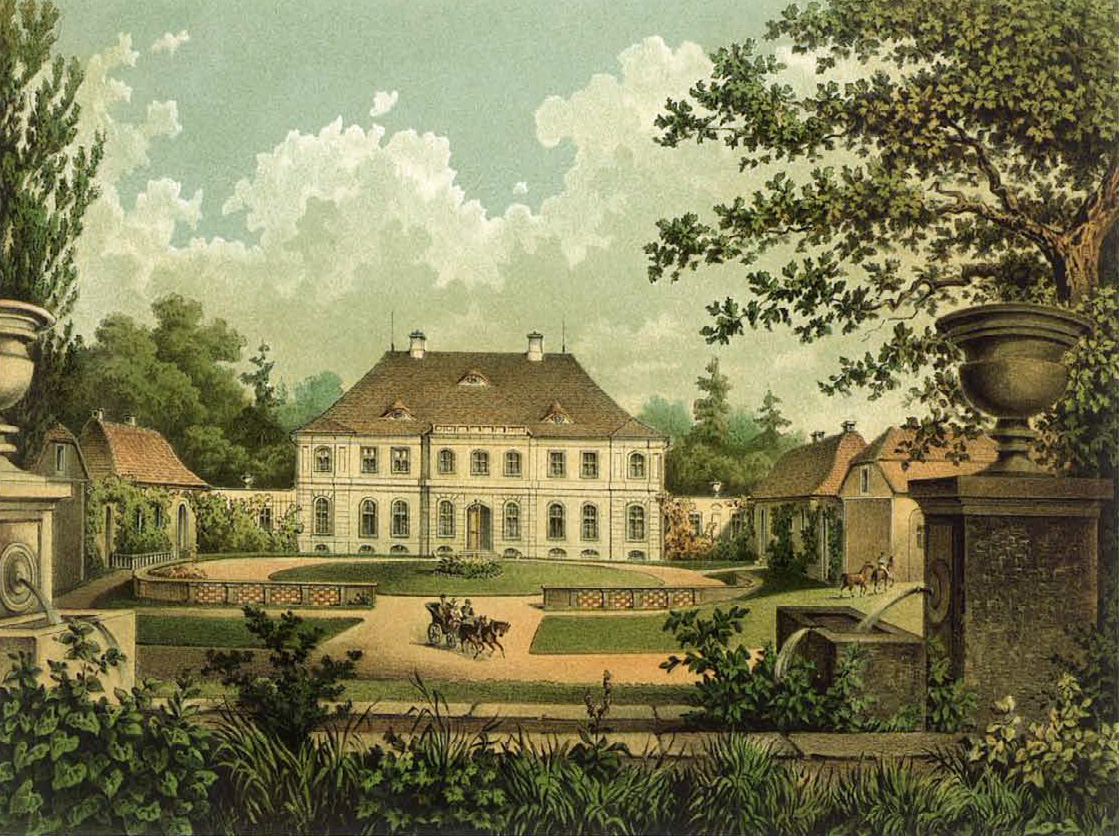
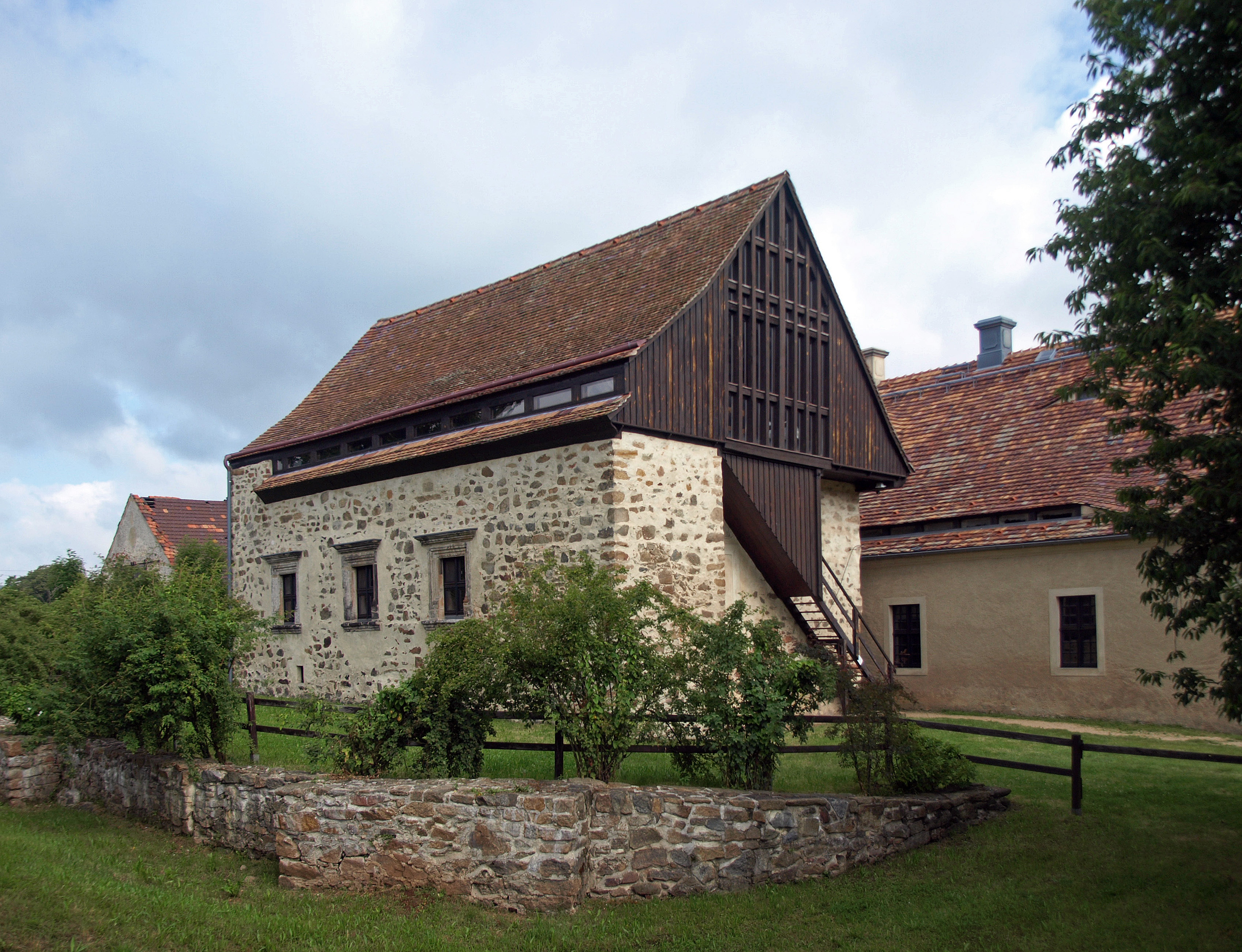
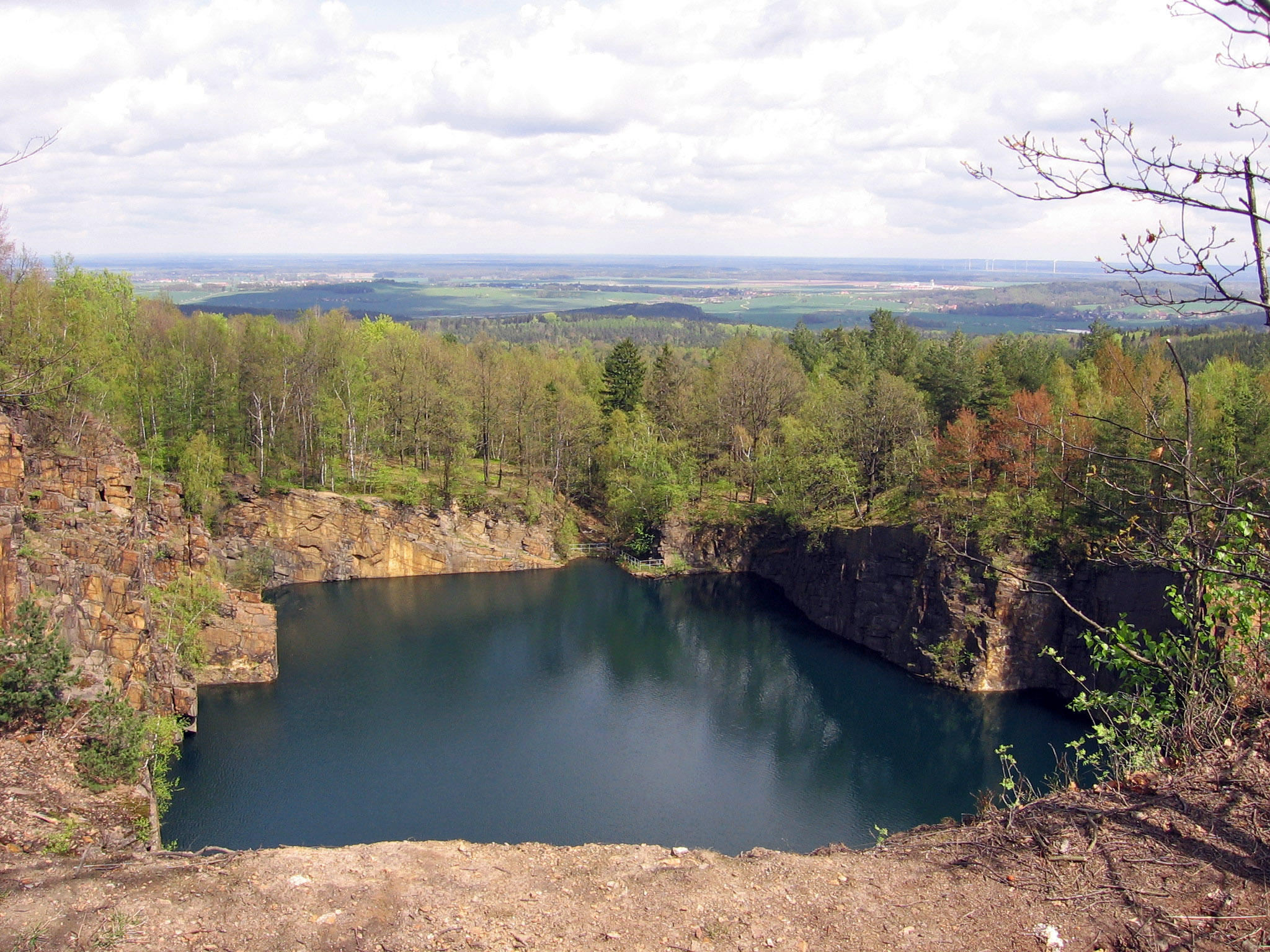